# Coriandrum
Coriandrum L., 1753 è un genere di piante angiosperme della famiglia delle Apiacee.

## Tassonomia
Il genere comprende le seguenti specie:
- Coriandrum sativum L.
- Coriandrum tordylium (Fenzl) Bornm.